# Beverly Bayne
Beverly Bayne właś. Pearl Von Name (ur. 11 listopada 1894 w Minneapolis, zm. 18 sierpnia 1982 w Scottsdale) – amerykańska aktorka filmowa.